# Kaag (dorp)
Kaag, lokaal ook veelvuldig aangeduid als De Kaag, is een dorp in de gemeente Kaag en Braassem, in de Nederlandse provincie Zuid-Holland. Het is gelegen op het Kagereiland in de Kagerplassen.

## Geschiedenis
De naam Kaghe of Caghe, wat "buitendijks land" betekent (gerelateerd aan kaai of kade voor de dijk zelf), komt voor het eerst voor in 1308. Dorpen met een zelfde betekenis zijn Koog aan de Zaan in Noord-Holland en De Koog op Texel. Tot aan het eind van de 16e eeuw was Kaag het grootste dorp van het gebied Alkemade. Doordat het een eiland is, had en heeft Kaag echter niet veel groeimogelijkheden.
Op het eiland is scheepswerf Royal Van Lent gevestigd, een onderdeel van Feadship, bouwers van mega-jachten. De scheepswerf is al sinds 1849 gevestigd op Kaag en de loods is op het eiland een gezichtsbepalende constructie.
Het eiland trok diverse kunstenaars, zoals Cornelis Vreedenburgh, Abraham Segaar, Alex Rosemeier, Willem Johannes Weissenbruch en Marinus Heijnes, waarvan een aantal geregeld onderkomen vond bij Jacob van Nieuwkoop.
In de zomer is er rond Kaag sprake van veel toerisme, dankzij de uitgebreide mogelijkheden om er te watersporten. Tevens zijn er wat cafés en restaurants gevestigd. Er is echter slechts een klein aantal inwoners afhankelijk van het toerisme. Het merendeel van de inwoners is werkzaam buiten het eiland.
Er is sinds 1972 een dorpsraad voor De Kaag en Buitenkaag. In 2023 werd, als gevolg van een conflict over de locatie van een parkeerterrein voor scheepswerf Royal Van Lent, een dorpsraad specifiek voor Buitenkaag opgericht. Hier aan ten grondslag lag de decennia lange parkeeroverlast door de scheepsbouwer in het dorp Buitenkaag.

## Bereikbaarheid
De reguliere manier om Kaag te bereiken is met een veerpontje vanuit het Noord-Hollandse Buitenkaag. Dit dorp is tegenover het eiland gelegen aan de andere kant van de Ringvaart van de Haarlemmermeerpolder, die hier tevens een provinciegrens vormt. In de zomermaanden wordt vanuit Kaag ook een vaarverbinding onderhouden met Zevenhuizen, maar deze is alleen toegankelijk voor voetgangers en fietsers.

## Kerk
Een kapel op het eiland was tot 1559 in gebruik was als buitenpost van de rooms-katholieke parochie van Sassenheim. In 1608 werd de eerste protestantse predikant beroepen; hij trof een kleine gemeente en een vervallen kapel aan. In 1618 werd er een kerk gebouwd met een inpandige toren met een luidklok en een windwijzer op de torenspits. De baron van Warmond schonk lichtkronen, lessenaars en een doopvont. Deze kerk zou ruim 250 jaar dienstdoen, in 1873 werd hij gesloopt. Op de fundamenten werd de huidige Nederlands Hervormde Kerk gebouwd voor 7490 gulden, betaald uit 'liefdegaven'. De kerk werd ingewijd op 15 maart 1874.

## Afbeeldingen

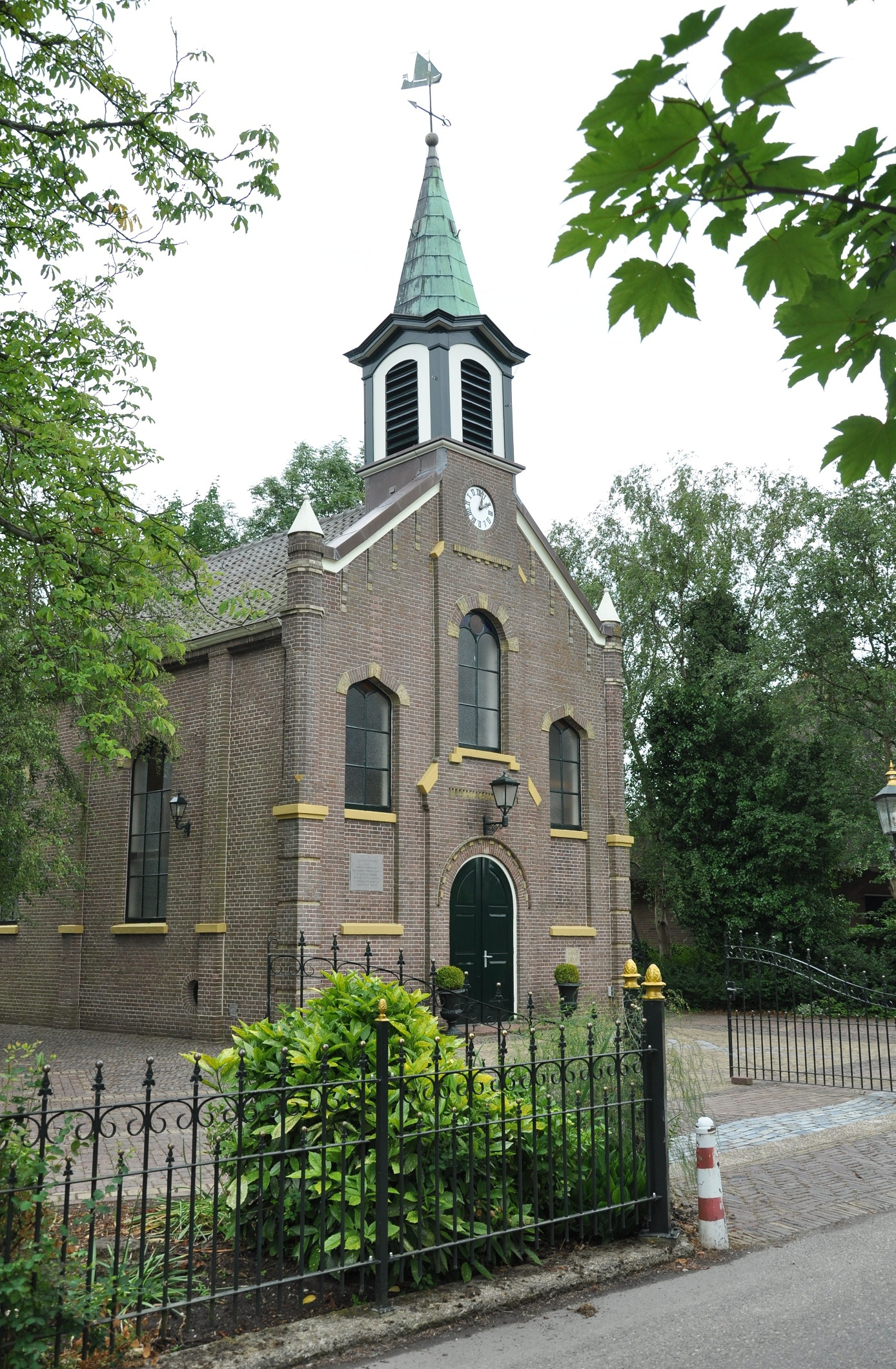
Nederlands Hervormde Kerk
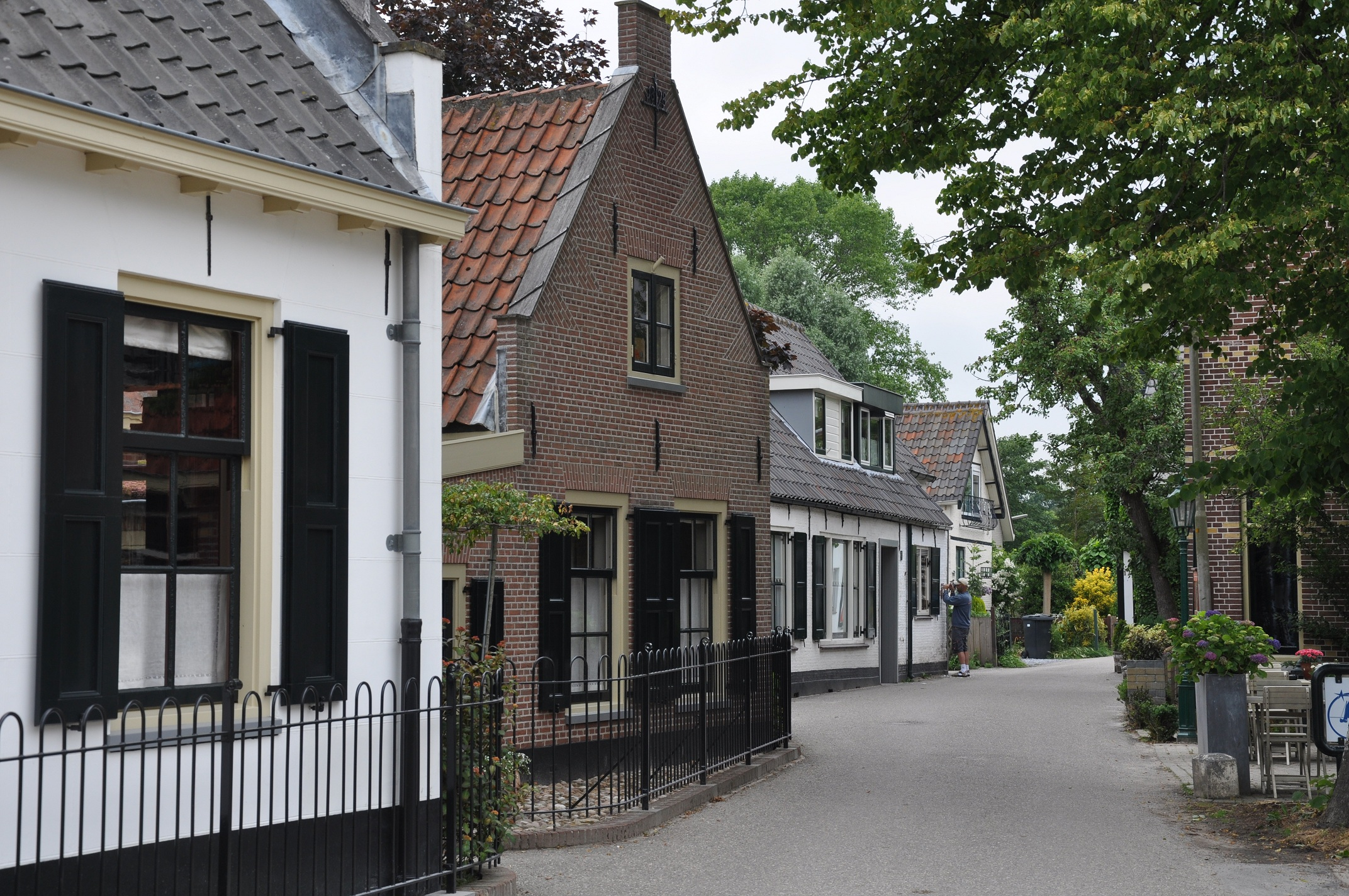
Hoofdstraat (Julianalaan)
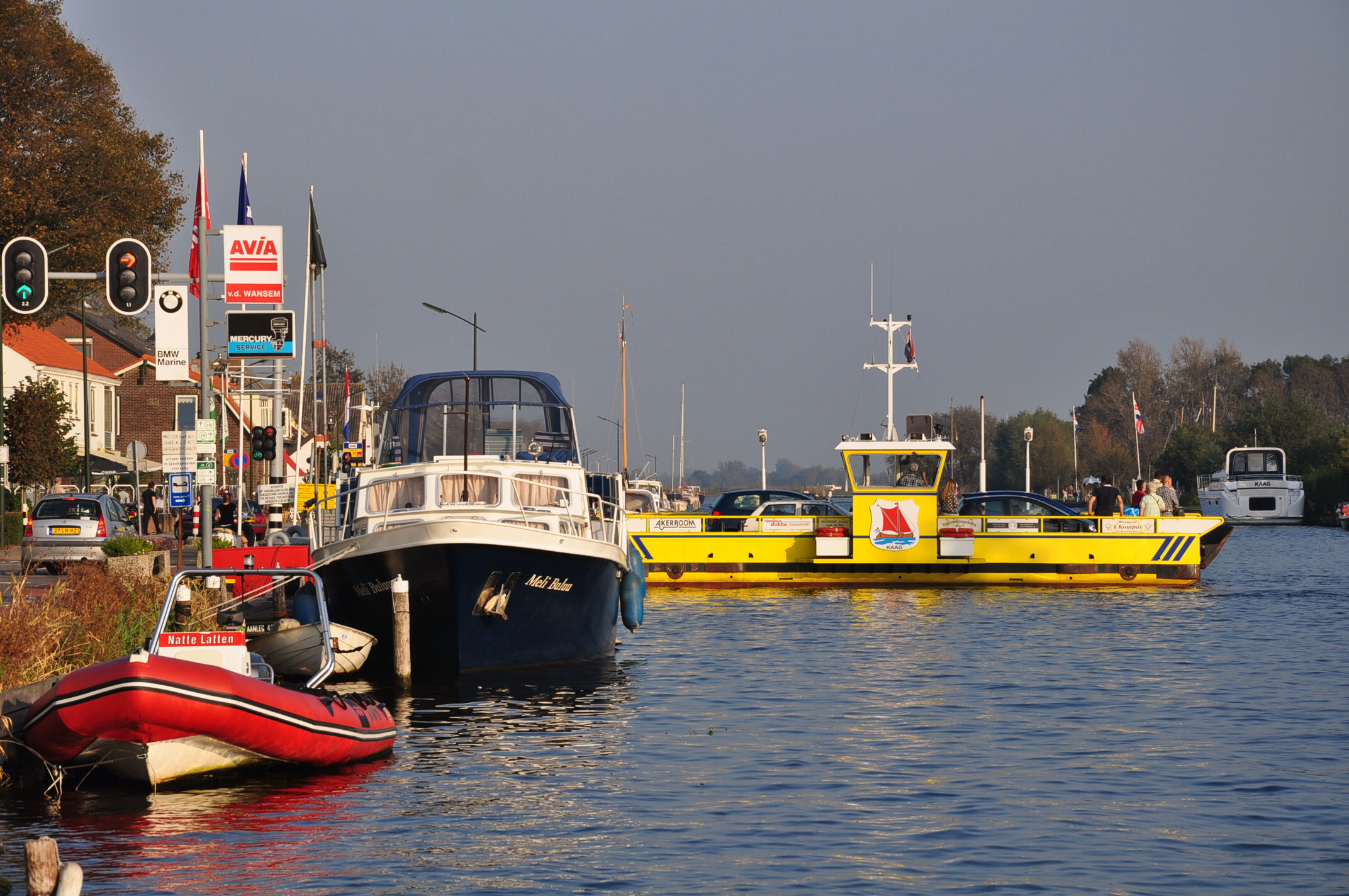
Veerpont Kaag - Buitenkaag
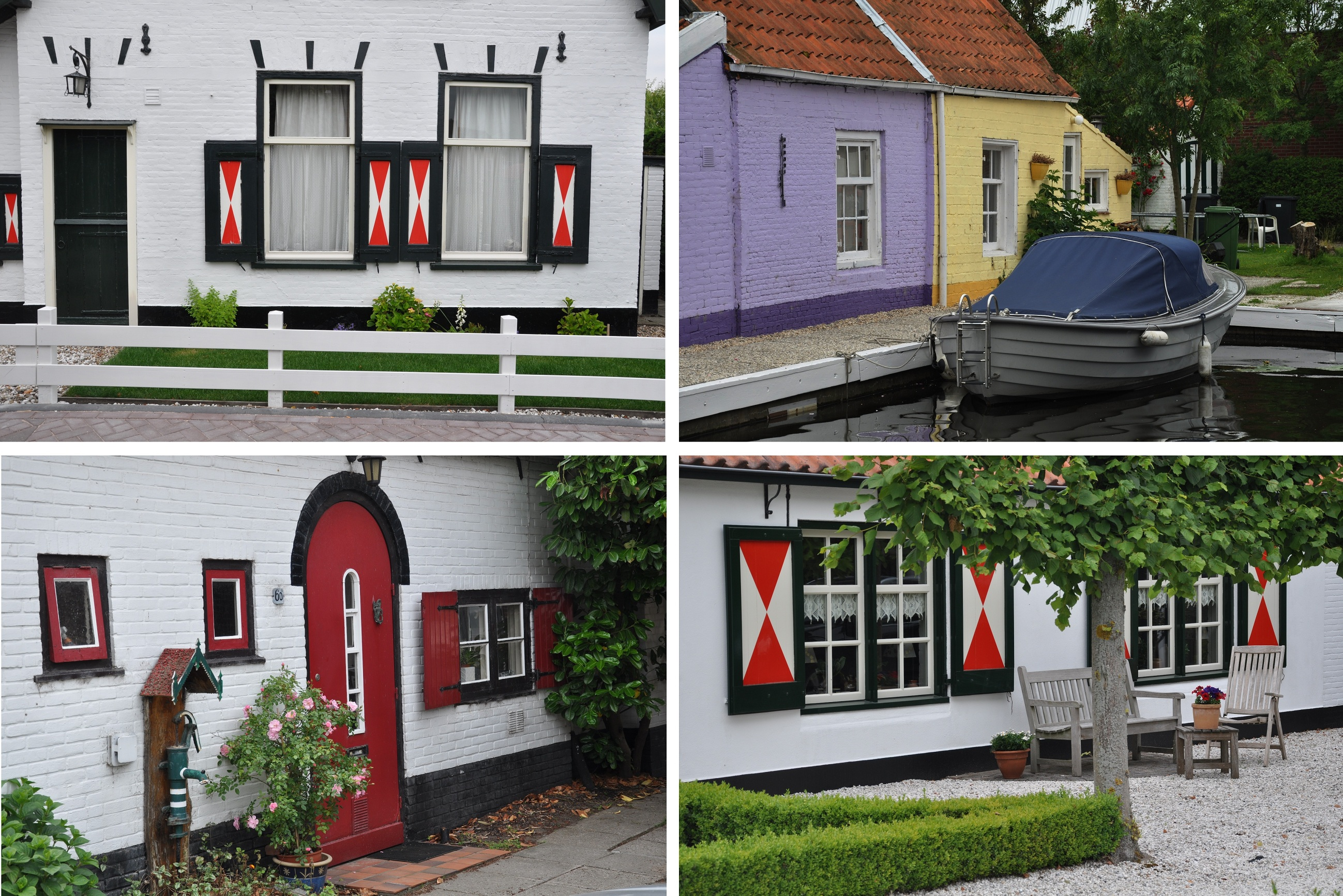
Diverse geveltjes in Kaag-dorp